# Magazine Luiza
Magazine Luiza (B3: 22470, MGLU3), ou Magalu, é uma empresa brasileira do setor do varejo multicanal. Fundada em 1957, na cidade de Franca, por Pelegrino José Donato e sua esposa Luiza Trajano Donato.
Possui mais de 1 250 lojas em 20 estados do país, 22 centros de distribuição e seu modelo de negócio hoje caracteriza-se como uma plataforma digital com pontos físicos.
Desde janeiro de 2016, seu presidente (CEO) é Frederico Trajano, filho de Luiza Helena Trajano, sobrinha da fundadora da empresa, Luiza Trajano Donato. Sua gestão foi a responsável pela transformação digital da companhia.
Sua operação de e-commerce ganhou 12 vezes o troféu Diamante no Prêmio Excelência em Qualidade Comércio Eletrônico – B2C. No ano de 2017, a companhia teve seu melhor resultado até então, com lucro líquido de R$ 389 milhões, um aumento de 300% comparado ao ano anterior. Nesse ano, suas vendas totalizaram R$ 14,4 bilhões.

De acordo com levantamento do Boston Consulting Group (BCG), a partir de dados de 31 de dezembro de 2020, no período de 2016 a 2020, o Magazine Luiza gerou um retorno total de 226,4% de ganhos em valorização de mercado e dividendos anuais, colocando o Magalu como a empresa que mais gerou retorno aos acionistas no mundo, ficando na primeira posição no ranking global, por indústria. As informações são da pesquisa “The 2021 Value Creators Rankings”, com a classificação de empresas do mundo que mais geram retorno total para o acionista.

## História
O Magazine Luiza foi fundado em 1957 em Franca, interior de São Paulo, quando o casal Luiza Trajano Donato, uma balconista, e Pelegrino José Donato, um caixeiro-viajante, adquiriram uma pequena loja de presentes. À época, ela se chamava A Cristaleira, e foi rebatizada de Magazine Luiza com o envolvimento da população da cidade, que participou de um concurso que Luiza lançou para escolha de um novo nome na rádio local.
Em Franca, a loja se notabilizou pelo atendimento gerido pelos próprios donos, especialmente Luiza, que também supervisionava a expedição e fazia pesquisa de mercado.
Durante as décadas seguintes, a companhia viveu uma grande expansão de seus negócios para outras cidades do interior de São Paulo, como Barretos e Igarapava, além de novas unidades em Franca. Esse período foi marcado também pelo ingresso de outros familiares no negócio, tornando possível esse crescimento. Em 1974, inaugurou sua primeira loja de departamentos, com mais de 5000 metros quadrados. Vinte anos após sua fundação, o Magazine Luiza já possuía trinta lojas.
Aos 12 anos, Luiza Helena Trajano, sobrinha da fundadora Luiza Trajano, já havia tido a experiência de trabalhar na companhia durante suas férias escolares. Mas foi aos 18 anos que ela ingressou efetivamente na empresa, passando por todos os departamentos até assumir a superintendência da companhia, em 1991.
Em 1993, Luiza Helena Trajano criou a primeira Liquidação Fantástica, uma das estratégias de marketing e vendas mais copiadas do varejo brasileiro. No início de janeiro a rede vende produtos de mostruário e vende seus estoques de ano novo em um único dia, com descontos reais de até 70%. A campanha mobilizou grande número de consumidores e houve formação de extensas filas em frente às lojas.

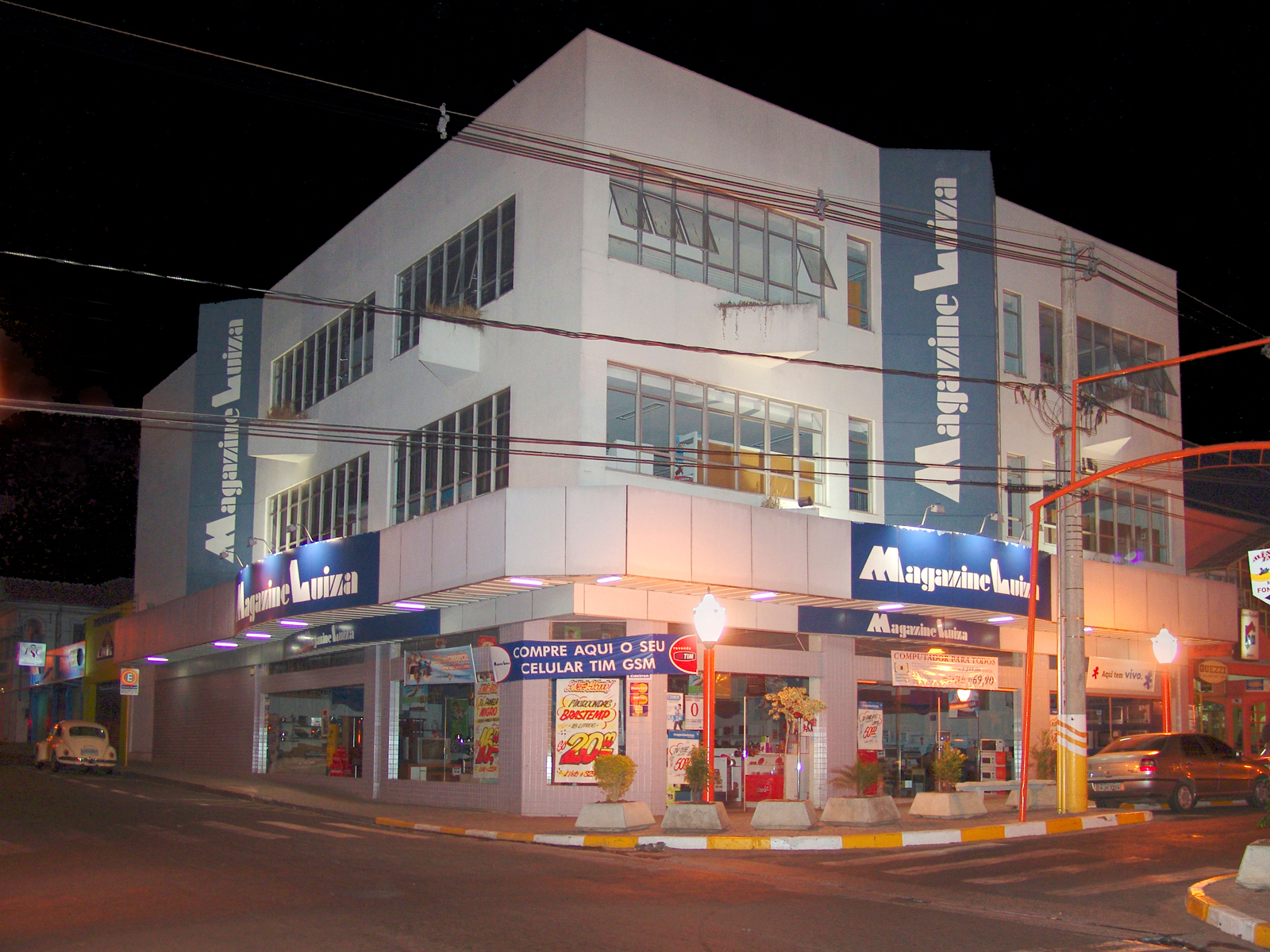
Unidade do Magazine Luiza em Avaré, São Paulo, em 2006.

Em 2005, o Magazine Luiza promoveu o primeiro "Dia de Ouro" com objetivo de reconhecer e recompensar os clientes mais fiéis da companhia. O evento oferece benefícios exclusivos, condições especiais de pagamento e sorteios de prêmios.
Em 2008, ano em que completou 50 anos de fundação, a companhia entrou no mercado de São Paulo inaugurando 44 lojas simultaneamente. A princípio, o plano era inaugurar 50 lojas ao mesmo tempo, mas devido a problemas burocráticos de obra, as demais 6 lojas foram inauguradas em diferentes datas.
Em abril de 2009, Luiza Helena Trajano sentiu a necessidade de profissionalizar a gestão e convidou o executivo Marcelo Silva a ajudá-la na administração da companhia. Silva, que permaneceu no cargo por oito anos, tinha um longo currículo em empresas familiares, e preparou a empresa para que Frederico Trajano, filho de Luiza Trajano e executivo da companhia, assumisse a presidência em janeiro de 2016. Luiza Helena Trajano foi então alçada à presidência do conselho de administração da empresa e Marcelo Silva à vice-presidência.
No dia 7 de fevereiro de 2014, a Prefeitura de Joinville fechou quatro lojas da rede por falta de alvará de funcionamento. A companhia vinha sendo notificada desde 2008 e uma decisão de segundo grau favoreceu a Prefeitura de Joinville na ocasião. Dois dias depois, através de um comunicado oficial, a companhia informou que os documentos estavam sendo regularizados.
A empresa também investe em ações focadas em mulheres como por exemplo o Canal da Mulher, criado em 2017, através do qual os colaboradores podem denunciar casos de violência contra a mulher, de forma anônima.
Listada, desde maio de 2011, na Bolsa de Valores de São Paulo, suas ações tiveram o melhor desempenho da bolsa brasileira nos anos 2016 e 2017.
A política de gestão de pessoas com benefícios aos funcionários e, em alguns casos, extensivos aos familiares, é um dos pilares do Magazine Luiza. Em 2018, a empresa foi reconhecida pela 20ª vez no ranking das melhores empresas para se trabalhar pelo Great Place to Work.
No ano seguinte, a companhia lançou no Dia Internacional da Mulher, uma campanha em suas lojas de incentivo às denúncias a casos de violência doméstica e violência contra a mulher. Parte do valor arrecadado com a ação foi direcionado à instituições de combate a este tipo de violência. Como resultado, em 2018 a empresa foi reconhecida pelo Great Place to Work Women como uma das melhores empresas para a mulher trabalhar.
Em 2019, o Magazine Luiza possuí mais de 1000 lojas nos estados de São Paulo, Minas Gerais, Paraná, Santa Catarina, Rio Grande do Sul, Mato Grosso, Mato Grosso do Sul, Goiás, Ceará, Piauí, Alagoas, Bahia, Maranhão, Paraíba, Pernambuco, Rio Grande do Norte e Sergipe e Pará. Os doze centros de distribuição da companhia estão localizados nos estados de São Paulo, Minas Gerais, Paraná, Rio Grande do Sul, Santa Catarina, Paraíba, Pará e Bahia. Além do escritório de negócios, na capital paulista, há um escritório em Franca, cidade-natal da empresa, e em João Pessoa, na Paraíba.

Em 2019, o Magazine Luiza chegou ao estado de Mato Grosso inaugurando lojas convencionais em 10 municípios mato-grossenses.
Em agosto de 2019, alcançou a marca de mil lojas em funcionamento em todo o Brasil.
Em setembro de 2019, chegou no estado do Pará inaugurando lojas convencionais em 32 municípios Paraenses e uma loja Premium no Shopping Metrópole em Ananindeua, além de 2 centros de distribuição, um em Benevides e outro em Marituba ainda em construção.
Em 2021, a Magalu amargou fortes quedas em suas ações, registrando queda de 71% no seu valor de mercado. A queda foi justificada pelos desafios do setor varejista, supervalorização dos papéis da empresa com excesso de otimismo de investidores e desempenhos aquém do esperado em 2021. 

### Programa detraineesó para negros
Em 2020, o Magazine Luiza, anunciou seu Programa de Trainees 2021 com vagas exclusivas para negros. A iniciativa teve grande repercussão na mídia. O programa recebeu mais 22,5 mil inscritos com a seleção de 19 pessoas. Em 2021, a empresa repetiu o programa.
Denúncias acusaram a empresa de promover “prática de racismo” por “impedir que pessoas que não tenham o tom de pele desejado pela companhia” participassem da seleção. O Ministério Público do Trabalho em São Paulo indeferiu às 11 denúncias recebidas, decidindo que o caso não é uma violação trabalhista, mas uma ação afirmativa de reparação histórica. Em 3 de novembro de 2022, a 15ª Vara do Trabalho decidiu que o programa não era discriminatório nem ilegal.

## Plataforma Digital
Em 1992, ainda quando a internet dava seus primeiros passos no Brasil, Luiza Helena Trajano implementou no Magazine Luiza o conceito de lojas virtuais. As lojas não tinham produtos físicos e as vendas eram realizadas através de terminais eletrônicos que exibiam os produtos com detalhes. Os vendedores exerciam papel fundamental em humanizar o atendimento e dar todo o suporte ao cliente. As entregas ocorriam 48 horas após a compra. Tal modelo de venda possibilitou ao Magazine Luiza chegar em lugares que até então não tinha atuação.
Mais de duas décadas depois, o modelo de lojas virtuais continua sendo uma aposta da companhia. Localizadas em cidades menores ou em bairros de cidades médias do país, continuam operando sem estoques físicos ou mostruários - à exceção de celulares. Os produtos são exibidos aos consumidores com o uso de smartphones e de recursos de multimídia, substituindo os terminais eletrônicos da década de 90. Em 2016, de 800 pontos de venda, mais de 100 eram virtuais.
Em 2001, Frederico Trajano, filho de Luiza Helena Trajano, entrou na companhia com o objetivo de tornar a operação digital do Magazine mais relevante, como gerente de comércio eletrônico. Para isso, propôs a integração total das operações físicas e digitais, ou seja, os centros de distribuição abastecem tanto o e-commerce quanto os pontos de venda físicos.
Três anos após seu ingresso na companhia, Fred - como é conhecido - tornou-se diretor de vendas de lojas físicas, internet e marketing.
Em 2003, a companhia lançou a Lu, assistente eletrônica de vendas, simbolizada por um avatar. A vendedora virtual foi criada para dar dicas e ensinar os usuários a como melhor usar os produtos conectados, contribuindo para a inclusão digital.
Ainda com foco na inclusão digital, em 2016 a companhia lançou em parceria com a Rede Globo, o quadro Missão Digital no programa É de Casa. Nele, famílias foram beneficiadas com soluções tecnológicas a partir de um diagnóstico feito por um especialista com ajuda da Lu. O quadro foi ao ar nos anos de 2016 e 2017.
Em 2017, o avatar ajudou a aumentar as vendas online em 56%, no primeiro semestre. Até maio de 2018, o seu canal no YouTube- Canal da Lu- tinha mais de 1 milhão de inscritos.
Em 2006, o Magazine Luiza era a única operação de varejo omni-channel do Brasil, ou seja, com vendas por meio de diversos canais, utilizando para todos a mesma infraestrutura.
Em 2011, Fred Trajano foi o responsável por toda logística e tecnologia do Magazine Luiza.
Em 2015, com o objetivo de integrar ainda mais os canais de venda, a companhia iniciou um movimento chamado "virada mobile", a partir do qual todos os vendedores passaram a estar munidos de smartphones para que os atendimentos e a apresentação dos produtos fossem mais interativos.
Seguindo o movimento de digitalização das operações e das relações com os seus cliente, o Magazine Luiza lançou em 2015, o seu aplicativo de compras para smartphones e tablets. O app é compatível com Iphones e celulares Android e foi construído com o objetivo de facilitar a compra e oferecer máxima personalização.
No mesmo ano, como parte da estratégia digital da companhia, foi criado o programa Maga Local, que estimula todas as lojas a terem suas próprias fanpages no Facebook e autonomia para produzirem conteúdo, gerando proximidade com a comunidade.
Em 2016, Frederico Trajano tornou-se CEO do Magazine Luiza, até então um varejista tradicional, e adotou a estratégia de torná-la uma plataforma digital, com pontos físicos e calor humano, usando tecnologia em todas as áreas da companhia.
Em meados de 2016, a companhia lançou sua operação de marketplace, passando a vender no site e no aplicativo, produtos de cerca de 200 outras empresas. Com isso, o número de itens ofertados nesses dois canais online superaram 500 000.
Em ação promovida no Dia dos Namorados em 2017, foi criada uma conta no Tinder — aplicativo de relacionamento — para a Lu, avatar da companhia. Em menos de 12 horas, o perfil havia registrado mais de 150 mil matches (termo designado para quando dois perfis se aceitam). A ação dava descontos especiais para os perfis que dessem match com a Lu.

Em 2017, as vendas do e-commerce cresceram 47% em relação ao ano anterior e representavam 30% do faturamento da companhia.
Durante a Black Friday de 2017, o aplicativo do Magazine Luiza foi o aplicativo mais baixado do Brasil, ficando à frente de apps de entretenimento.

### O Luizalabs

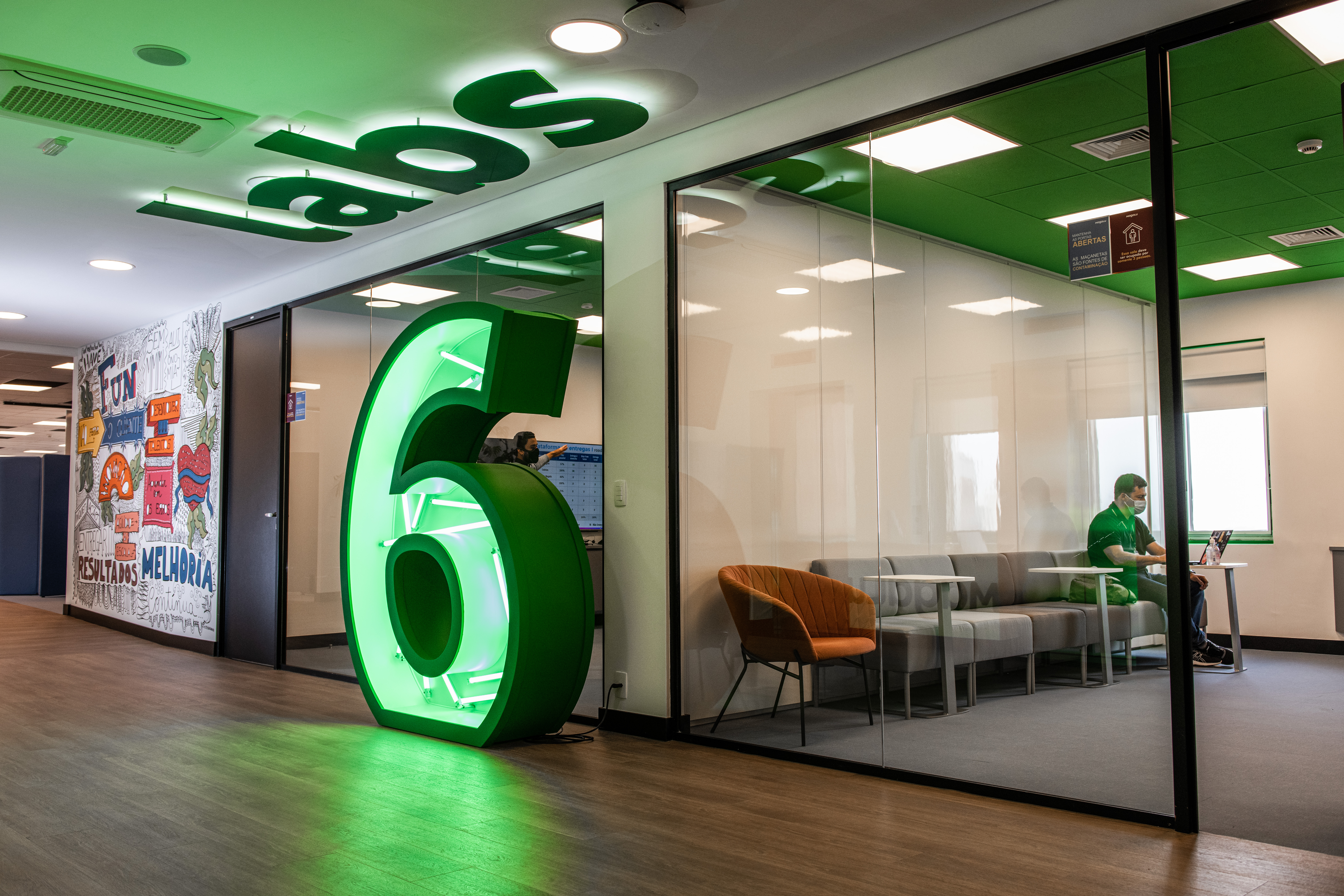
Arena Magalu em São Paulo

Com o objetivo de desenvolver produtos e serviços, o Magazine Luiza criou em 2012, o laboratório de Tecnologia e Inovação. O Luizalabs é formado por uma equipe de engenheiros e desenvolvedores e tem como foco projetos de inovação para todos os canais de venda da companhia.
Um dos principais projetos desenvolvidos pelo Luizalabs foi o Bob, uma aplicação de Big Data capaz de personalizar e melhorar a experiência de compra por meio de cruzamento de dados.
Outro projeto criado pelo laboratório é o Magazine Você. Criado em 2012, o site permite a qualquer pessoa criar uma loja virtual, vender diversos produtos e receber uma comissão por cada venda concretizada.
A iniciativa foi considerada por economistas como prática com tendência a se ampliar. Ao lançar a iniciativa de "social commerce", Magazine Você tornou-se reconhecida internacionalmente no painel de inovação da NRF (National Retail Federation), feira do varejo que acontece anualmente em Nova Iorque. Teve também um artigo publicado na revista Information Technology: New Generations (ITNG) de 2012, conferência internacional sobre Tecnologia da Informação e Novas Gerações.
O Quero de Casamento é mais um produto criado pelo Luizalabs e funciona como uma lista de presentes online permitindo que os noivos troquem todos os seus presentes por créditos, que podem ser usados na compra de produtos em qualquer loja rede, através do seu canal de e-commerce ou pelas compras no canal de televendas.

## Serviços
- LuizaSeg

Em 2005, foi criada a LuizaSeg, fruto da parceria entre o Magazine Luiza e a Cardif do Brasil, empresa do grupo francês BNP Paribas, com o objetivo de oferecer uma linha de seguros para seus clientes. O Magazine Luiza é a única empresa do varejo a possuir uma empresa própria de seguros. A Luizaseg é a primeira joint-venture brasileira firmada entre um varejista e uma seguradora a obter junto aos órgãos competentes a sua licença de operação.
- LuizaCred

Em 2001, através de uma associação entre o Unibanco- atual banco Itaú - e o Magazine Luiza foi criada o LuizaCred, que dá ao cliente a oportunidade de ter serviços financeiros (Cartão Luiza, CDC, Empréstimo Consignado, Grana Extra e Seguros) mesmo não tendo nenhum tipo acesso a bancos.
Em 2015, o acordo entre as empresas foi renovado por mais 10 anos.
- Consórcio Luiza

Desde 1992 o Magazine Luiza tem a sua empresa coligada Consórcio Luiza. Através dela, os clientes podem adquirir um consórcio de eletro, móveis, carros, caminhões, moto, imóveis e serviços.
Em 22 de agosto de 2011 lançou a plataforma para criação de loja personalizada, na qual o usuário da rede monta uma vitrine e pode vender qualquer produto do Magazine Luiza.

## Aquisições
Durante a gestão de Luiza Helena Trajano, o Magazine Luiza passou por uma grande expansão de sua rede. Uma das principais estratégias adotadas pela companhia foi a de aquisições de lojas de pequeno e médio porte.[carece de fontes?]
Em 1996, quando possuía apenas 56 lojas, o Magazine Luiza adquiriu a rede paranaense Casas Felipe, com 22 lojas. Na época, o valor estimado da transação foi de R$ 22 milhões. Após a incorporação, a companhia passou a totalizar 78 lojas.
No final do segundo semestre de 2003, a companhia já tinha 188 lojas espalhadas entre São Paulo, Minas Gerais, Paraná e Mato Grosso do Sul, após a compra da rede paulista Basimac e da rede Líder, de Campinas.
Com o objetivo de avançar pelo sul do Brasil, em 2004, o Magazine Luiza adquiriu os 51 pontos da gaúcha Lojas Arno, saltando de 186 para 237 pontos de venda.
No ano seguinte, comprou três redes catarinenses: Lojas Base Móveis e Eletro, composta por 66 lojas, além da lojas Kilar e das Lojas Madol. A compra da Kilar representou uma entrada mais consistente no estado, uma vez que as Lojas Base e Madol tinham menos força.
Representando a entrada do Magazine Luiza no nordeste do Brasil, em 2010, a companhia comprou a cadeia nordestina "Lojas Maia", uma rede de lojas de eletrodomésticos, móveis e artigos para presentes em geral com sede em João Pessoa, com cerca de 150 unidades espalhadas pelo Nordeste.
No ano seguinte, a rede anunciou a compra de 121 lojas do Baú da Felicidade, do Grupo Silvio Santos, por R$ 83 milhões, se consolidando como 2ª maior grupo varejista de eletrônicos e eletrodomésticos do país.
Dois anos depois, foi concluída a aquisição do capital social da Campos Floridos, detentora do e-commerce Época Cosméticos, site especializado em artigos importados de perfumaria e beleza. A aquisição fez parte da estratégia de expansão e consolidação do Magazine Luiza em um segmento em ampla expansão no e-commerce brasileiro.
No primeiro semestre de 2017, sem revelar valores, a companhia adquiriu a startup mineira de tecnologia Integra Commerce, especializada em relacionamento entre lojistas e plataformas digitais abertas, ou marketplaces. Com essa aquisição, passou a não mais existirem intermediários entre os lojistas e o marketplace.
Em 29 de abril de 2019 o grupo Magazine Luiza S/A anunciou a compra do comércio eletrônico de artigos esportivos Netshoes da empresa NS2.Com Internet S/A. Em junho de 2019 a compra foi confirmada por US$ 3,70 por ação, ou cerca de US$ 114,9 milhões com o apoio de 90,32% dos acionistas.
Em maio de 2019 o grupo Magazine Luiza chegou a acordo de compra da rede de lojas Armazém Paraíba no Pará e Maranhão.
Após leilão realizado em 30 de Janeiro de 2020 na 2ª vara de Falências e Recuperações Judiciais, o Magazine Luiza arrematou por R$ 31 milhões da Livraria Cultura, o marketplace de livros usados Estante Virtual.
Também no ano de 2020, em meio a pandemia de COVID-19 no país, o Brasil viveu um boom no aumento de venda de comidas por aplicativo. Visando esse novo filão comercial, a empresa adquiriu uma série de aplicativos e startups desta área, como o Aiqfome. No ano seguinte, em março, a empresa comprou os aplicativos ToNoLucro e GrandChefe, no mesmo filão das aquisições anteriores.
Em 21 de dezembro de 2020 a empresa anunciou ter firmado um acordo para a compra da empresa de pagamentos Hub Prepaid por R$ 290 milhões, a compra ainda dependia de aprovação do CADE e do Banco Central. A pretensão da empresa com a aquisição era a de oferecer aos clientes da conta digital Magalu Pay a possibilidade de realizar compras, depósitos, transferências, pagamentos, saques e serviços como recargas de celular e vale-transporte, além de poder ter acesso a um cartão pré-pago que refletiria o saldo da conta digital, permitindo realizar transações no mundo físico.
No ano de 2021, adquiriu o site Jovem Nerd fundados por Alexandre Ottoni e Deive Pazos. O site é considerado um dos principais meios de comunicação do mundo geek dentro do país. Os valores da compra não foram divulgados e supõe que a empresa está de olho nesse nicho de consumidores.
Em 15 de julho de 2021, anunciou acordo para a aquisição da plataforma de e-commerce de tecnologia e games KaBuM!, em operação que prevê o pagamento de parcela à vista de R$ 1 bilhão no fechamento do negócio.

## Prêmios e Reconhecimentos
Em dezembro de 2018, o Magazine Luiza ganhou o prêmio Caboré, considerado o maior prêmio da propaganda brasileira, na categoria Anunciante e em 2021 levou o Leão de Bronze em Cannes na categoria Creative E-commerce com a ação "Magalu + Deezer - Shopping Inside Songs".
- Prêmio Caboré na categoria Anunciante- 2018[145][146]
- Great Place to Work- Desde 1997, Listada há 20 anos consecutivos como uma das melhores empresas para se trabalhar[47][151][152]
- Great Place to Work W Mulher- listada entre as melhores empresas para mulheres trabalharem - 2018[153]
- Melhores Empresas para Trabalhar- Você S/A-desde 1997[154][155]
- Google- Categoria Apps Feitos no Brasil- 2016[156]
- E-awards Brasil 2016 E-commerce APP- melhor aplicativo em dispositivos móveis[157]
- Sustentabilidade Melhor Relatório Anual e de Sustentabilidade segundo a IR Magazine- 2015[158]
- Prêmio E-bit Melhores Lojas do E-commerce- a Magazine Luiza é a empresa mais premiada com 16 troféus, nas categorias: TOP 5 Melhores Lojas Diamante, Loja Diamante, Categoria Eletrodomésticos e Loja Destaque em Inovação[159]
- Great Place to Work LATAM- 2016/ 2015[160][161]
- 25 Marcas mais valiosas no ranking da Interbrand- 2014[162]
- Best Retail Brands- Interbrand- 2013[163]
- Melhor Reputação do Varejo- ranking Merco- 2013[164]
- Empresas Que Mais Crescem- Revista Exame, edição Melhores e Maiores 2013[165]
- Guia Exame- Melhor Empresa para se Trabalhar no Brasil- 2003[166]
- Operação de E-commerce- Diamante no Prêmio Excelência em Qualidade Comércio Eletrônico – B2C por 12 vezes[15]
- Prêmio iBest 2020 - Top 3 em Delivery pelo Júri Popular com o Aiqfome[167]
- Prêmio iBest 2020 - Top 3 em Conteúdo de Tecnologia pelo Júri Oficial com o Canaltech[167]
- Prêmio iBest 2020 - Vencedor em Conteúdo de Tecnologia pelo Júri Popular com o Canaltech[167]
- Prêmio iBest 2020 - Vencedor em E-commerce de Esportes pelo Júri Popular e Oficial com o Netshoes[167]
- Prêmio iBest 2020 - Top 3 em Superapps pelo Júri Oficial com o Magalupay[167]
- Prêmio iBest 2020 - Vencedor em Eletrônicos e Eletrodomésticos pelo Júri Popular e Oficial[167]
- Prêmio iBest 2020 - Top 3 em Marketplaces pelo Júri Popular e Oficial [167]
- Prêmio iBest 2020 - Top 3 em Mobiliário e Utensílio pelo Júri Popular e Vencedor pelo Júri Oficial[167]
- Cannes Lions 2021 - Leão de Bronze na categoria Creative E-commerce com a ação "Magalu + Deezer - Shopping Inside Songs[168]
- Prêmio iBest 2022 - Vencedor na categoria Brand Persona pelo Júri Academia. [169]
- Prêmio iBest 2022 - Top 3 em SuperApps pelo júri academia.[170]
- Prêmio iBest 2022 - Top 3 em Experiência de Compra pelo Júri Academia.[171]
- Prêmio iBest 2022 - Top 3 em Inovação em E-commerce pelo Júri Academia.[172]
- Prêmio iBest 2023 - Top10 em Inovação e Experiência de Compra em E-commerce.[173]
- Prêmio iBest 2023 - Top3 em Marketplaces.[173]
- Prêmio iBest 2023 - Top3 em Superapps.[173]

## Casos Judiciais

### O Caso do Dumping Social
Em 2012, o juiz Eduardo Souza Braga, da 1ª Vara do Trabalho de Franca, condenou a empresa varejista a pagar R$ 1,5 milhão por dumping social. A empresa recorreu da decisão e, em 2013, o TRT (Tribunal Regional do Trabalho) manteve a decisão do juiz. Segundo entendimento do MPT (Ministério Público do Trabalho), a empresa varejista buscou, no decorrer dos anos, a redução de custos a partir da eliminação de direitos trabalhistas, o que resulta, inclusive, em uma concorrência desleal. O desembargador João Alberto Alves Machado, que participou da análise do recurso no TRT, afirmou que “restou evidente que a ré obteve redução dos custos com mão de obra de forma ilícita, com prejuízo às demais concorrentes que cumprem com as suas obrigações trabalhistas, bem como com dano a toda a sociedade, ensejando a indenização deferida pela origem, não merecendo acolhimento o apelo particular”.

### O Caso do Serviço de Seguro
Em 2020 o Procon-MG multou em R$ 10 milhões a rede de lojas Magazine Luiza por fazer cobranças de taxas de seguro e outros produtos na fatura de cartão de crédito, sem autorização do consumidor. Estimou-se que a empresa possa ter faturado mais de R$ 1 bilhão com estas cobranças. Segundo o Procon-MG, os consumidores que pediam o cancelamento da cobrança, ainda enfrentavam a negativa para a exclusão destes valores nas faturas ou estorno das quantias pagas indevidamente. Segundo o promotor de Justiça de Defesa do Consumidor de Belo Horizonte, Glauber Tatagiba, para evitar juros e outras despesas, o consumidor se via obrigado a pagar o valor integral da fatura, incluindo a quantia cobrada sem sua autorização. O órgão esclareceu que não foi possível estabelecer uma multa maior devido a limitação legal do artigo 57 do Código de Defesa do Consumidor, que prevê um teto a esse tipo de multa.